# Pierre Lenoir
Pierre Charles Eugène Lenoir (* 22. Mai 1879 in Paris, Frankreich; † 9. September 1953 ebenda) war ein französischer Bildhauer und Medailleur.

## Leben

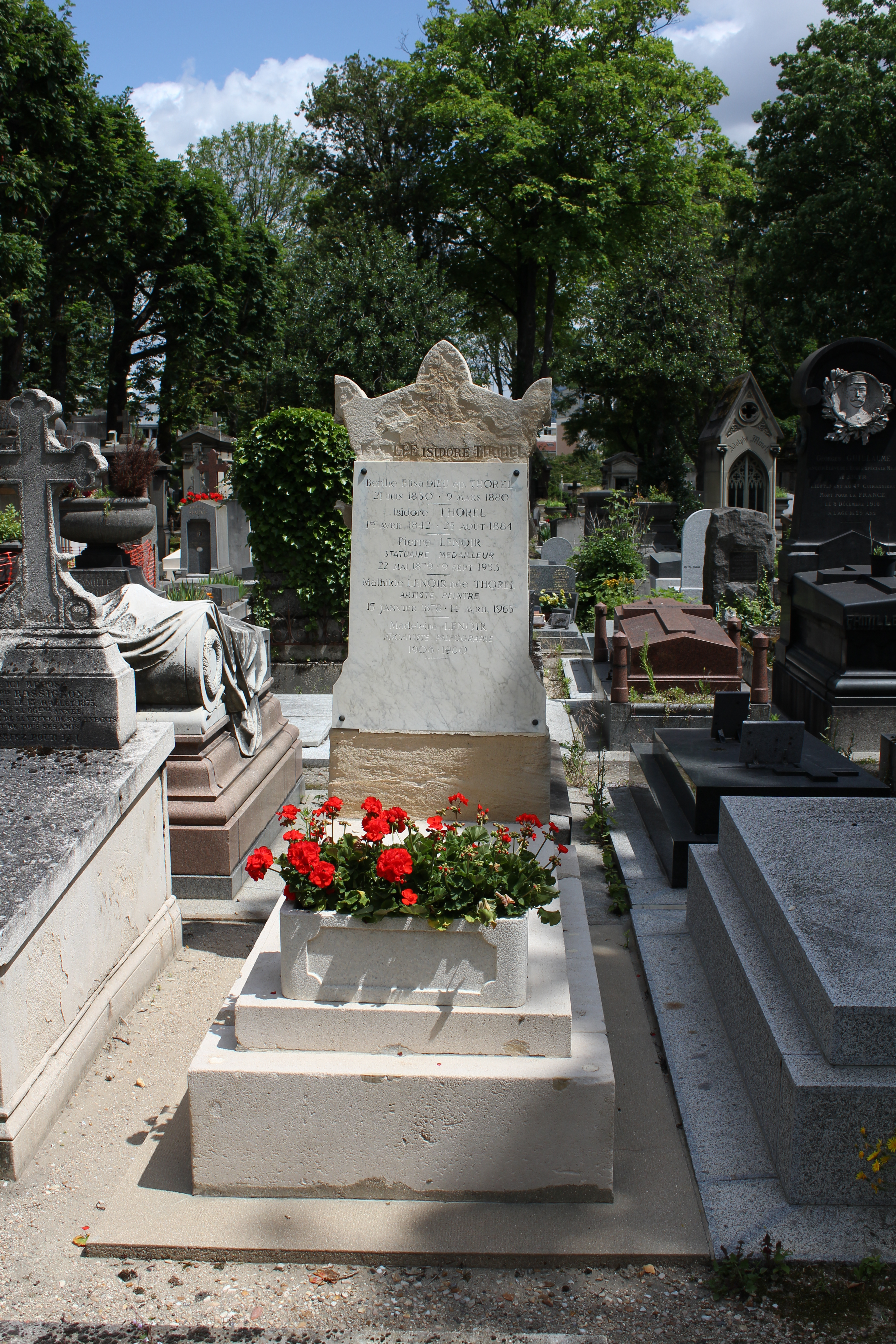
Grab der Familie Thorel, letzte Ruhestätte Pierre Lenoirs auf dem Friedhof Père-Lachaise.

Pierre Lenoir war der Sohn des Bildhauers Charles Joseph Lenoir, bei dem er ersten Unterricht in Bildhauerei erhielt. Er war auch ein Schüler des Medailleurs Jules Chaplain und des Bildhauers und Malers Antonin Mercié. Er gehörte zu der Gruppe von in den 1880er Jahren geborenen bretonischen Bildhauern wie Jean Boucher, Louis-Henri Nicot, Émile-Jean Armel-Beaufils, Paul Le Goff, Eloi Robert, Albert Bourget und Francis Renaud, die zusammen an der École des beaux-arts in Rennes studierten. Nach seiner Ausbildung dort folgte ein Studium an der École des Beaux-Arts in Paris. Lenoir war bekannt für seine Medaillen, Plaketten und Büsten im Stil des Art déco sowie seine Denkmäler für die Gefallenen des Ersten Weltkriegs, an dem er als Soldat teilgenommen und das Croix de guerre erhalten hatte.
Lenoir erhielt 1911 ein Reisestipendium. Auf dem Salon der Société des Artistes Français gewann er 1905 die Medaille dritter Klasse, 1907 die Medaille zweiter Klasse und die Goldmedaille 1928. Er nahm teil an der Kolonialausstellung in Marseille 1922, den Ausstellungen Kopenhagen 1909, Brüssel International – 1910, New York 1910, Internationale Ausstellung zeitgenössischer Kunst Rom 1911, Weltausstellung Gent 1913, Brüssel 1924 sowie Tokio 1928. Lenoir gehörte der von dem Éditeur d’art (Kunstverleger) und Bildgießer Arthur Goldscheider in den frühen 1920er Jahren mit Vertretern des Art déco gegründeten Künstlergruppe La Stèle an, deren Arbeiten Goldscheider 1925 auf der Pariser Exposition internationale des Arts Décoratifs et industriels modernes ausstellte. Hier wurde Lenoir mit einem Diplôme d’honneur geehrt. Einige seiner Entwürfe wurden von der Porzellanmanufaktur in Sèvres umgesetzt. Andere Arbeiten gingen an das Musée du Luxembourg und Petit Palais Dijon sowie Museen in Rennes, Lunéville, New York, Brüssel und andere.
Er wurde zum Direktor der École des beaux-arts in Rennes berufen und 1931 als Ritter in die Ehrenlegion aufgenommen. Er war mit der Malerin Mathilde Berthe Thorel verheiratet. Nach seinem Tod am 9. September 1953 wurde Pierre Lenoir auf dem Friedhof Père-Lachaise in dem Grab der Familie Thorel beigesetzt.

## Werke (Auswahl)

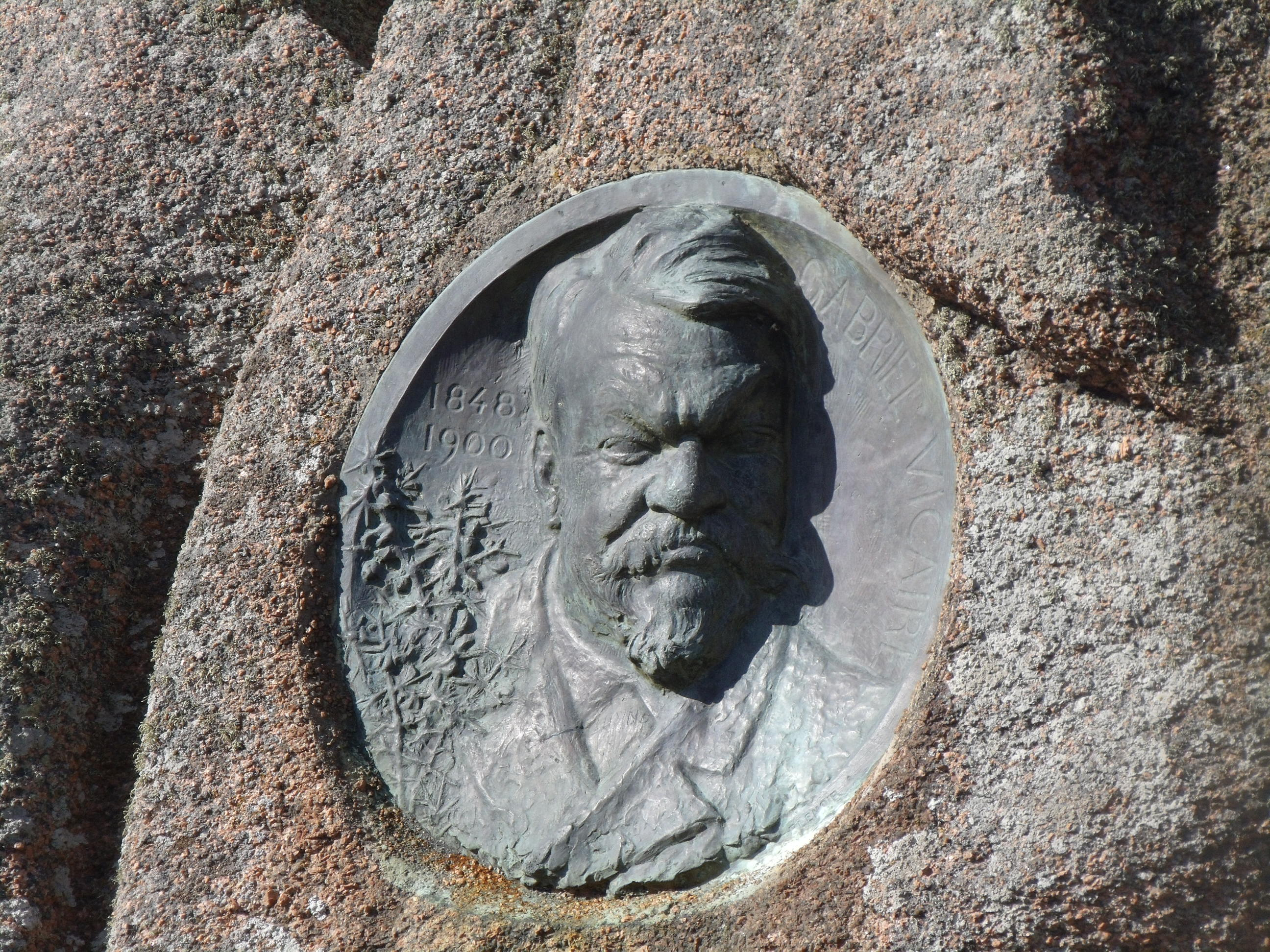
Von Lenoir gefertigtes Medaillon mit dem Antlitz des Schriftstellers Gabriel Vicaire.

- Monument aux morts de Penmarc'h, Penmarch[7]
- Monument aux morts de la Première Guerre Mondiale - Briec[8]
- zahlreiche Medaillen und Plaketten[9]
- Adolphe Beaufrere, Musée des Beaux-Arts (Rennes)
- Allegorie. La Municipalite Rennaise 1914, Musée des Beaux-Arts (Rennes)
- Breton Assis, Musée des Beaux-Arts (Rennes)
- Femmes en deuil, Musée des Beaux-Arts (Rennes)
- L’ancetre, Musée des Beaux-Arts (Rennes)
- La Jeunesse, Musée des Beaux-Arts (Rennes)
- La pomme de terre, Musée des Beaux-Arts (Rennes)
- Le beurre, Musée des Beaux-Arts (Rennes)
- Le lait, Musée des Beaux-Arts (Rennes)
- Le Potier de lan poterie, Musée des Beaux-Arts (Rennes)
- Les Laveuses, Musée des Beaux-Arts (Rennes)
- Trois Fillettes, Musée des Beaux-Arts (Rennes)[10]